# Vavá
Edvaldo Izidio Neto (Recife, 12 de noviembre de 1934-Río de Janeiro, 19 de enero de 2002), más conocido como Vavá, fue un futbolista brasileño. Jugaba de delantero y su primer equipo fue el Sport Club do Recife.

## Trayectoria

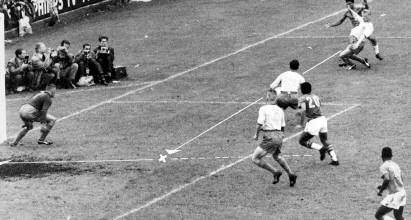
Garrincha asistido por Vavà durante el final de la Copa del Mundo de 1958.

Empezó jugando en un equipo de su ciudad natal, el Sport Club do Recife. 
En 1952 ficha por el Vasco de Gama. Con este equipo jugó seis temporadas en las que consiguió dos Campeonatos Carioca y un Torneo Río-São Paulo. Marcó un total de 150 goles en el Vasco de Gama. 
En 1958 se marcha a jugar a la Liga Española, concretamente a las filas del Club Atlético de Madrid. Debuta en la Primera División de España, el 14 de septiembre de 1958 en el partido que el Atlético de Madrid venció 2 a 0 al Real Oviedo, partido que Vavá marcó el primer gol de su equipo. Con el Atlético de Madrid ganó dos Copas del Rey. Disputó un total de 71 partidos de Liga marcando 31 goles.
En 1961 regresa a Brasil para jugar con el Palmeiras. En este equipo juega dos temporadas ganando un Campeonato Paulista.
En 1963 se marcha a jugar a la Liga Mexicana. Allí juega dos temporadas en el América, desde 1964 a 1966.
Tras su paso por México empieza a jugar en el equipo estadounidense San Diego Toros y en 1967 regresa de nuevo a su país para jugar de nuevo en la Serie A de Brasil con la Associação Atlética Portuguesa de Río de Janeiro. Al finalizar esa temporada se retira de los terrenos de juego.

## Fallecimiento
Falleció el 19 de enero de 2002 a los 67 años de edad a consecuencia de un paro cardíaco.

## Selección nacional
Ha sido internacional con la selección de Brasil en 23 ocasiones marcando 14 goles. Su debut como internacional se produjo en los Juegos Olímpicos de Helsinki 1952.
Con su selección ganó dos Copas del Mundo y consiguió ser el máximo goleador en el Mundial de Chile 1962, convirtiendo 4 goles.

### Participaciones enCopa Mundial de Fútbol
| Mundial                        | Sede   | Resultado | Partidos | Goles |
| ------------------------------ | ------ | --------- | -------- | ----- |
| Copa Mundial de Fútbol de 1958 | Suecia | Campeón   | 4        | 5     |
| Copa Mundial de Fútbol de 1962 | Chile  | Campeón   | 6        | 4     |

## Clubes

### Como jugador
| Club                | País           | Año       |
| ------------------- | -------------- | --------- |
| América F. C.       | Brasil         | 1948      |
| Íbis S. C.          | Brasil         | 1948      |
| Sport Recife        | Brasil         | 1949-1950 |
| C. R. Vasco da Gama | Brasil         | 1951-1958 |
| Atlético de Madrid  | España         | 1958-1961 |
| S. E. Palmeiras     | Brasil         | 1961-1964 |
| C. F. América       | México         | 1964-1967 |
| San Diego Toros     | Estados Unidos | 1968-1969 |
| A. A. Portuguesa    | Brasil         | 1969      |

### Como entrenador
| Club         | País   | Año       |
| ------------ | ------ | --------- |
| Córdoba C.F. | España | 1971-1972 |
| Córdoba C.F. | España | 1974-1975 |
| Granada C.F. | España | 1974-1975 |
| Al-Rayyan SC | Catar  | 1984-1985 |

## Palmarés

### Campeonatos regionales
| Título               | Club          | Estado/s                   | Año  |
| -------------------- | ------------- | -------------------------- | ---- |
| Campeonato Carioca   | Vasco de Gama | Río de Janeiro             | 1956 |
| Campeonato Carioca   | Vasco de Gama | Río de Janeiro             | 1958 |
| Torneo Río-São Paulo | Vasco de Gama | Río de Janeiro - São Paulo | 1958 |
| Campeonato Paulista  | Palmeiras     | São Paulo                  | 1963 |

### Campeonatos nacionales
| Título                | Club               | País   | Año  |
| --------------------- | ------------------ | ------ | ---- |
| Copa del Generalísimo | Atlético de Madrid | España | 1960 |
| Copa del Generalísimo | Atlético de Madrid | España | 1961 |
| Copa México           | América            | México | 1965 |
| Primera División      | América            | México | 1965 |

### Torneos internacionales
| Título                 | Selección           | Sede   | Año  |
| ---------------------- | ------------------- | ------ | ---- |
| Copa Mundial de Fútbol | Selección de Brasil | Suecia | 1958 |
| Copa Mundial de Fútbol | Selección de Brasil | Chile  | 1962 |

### Distinciones individuales
| Distinción                                                          | Año  |
| ------------------------------------------------------------------- | ---- |
| Máximo goleador de la Copa Mundial de Fútbol (4 goles) (Compartido) | 1962 |